# جاست ایت
جاست ایت (به انگلیسی: Just Eat) یک شرکت بریتانیایی فعال در حوزه سفارش آنلاین غذا است که در سال ۲۰۰۱ تأسیس شد. این شرکت به عنوان یک پلتفرم واسط بین مشتریان و رستوران‌ها عمل می‌کند و امکان سفارش غذا از طریق وب‌سایت و اپلیکیشن موبایل را فراهم می‌سازد.

## تاریخچه
جاست ایت در سال ۲۰۰۱ در کشور دانمارک بنیان‌گذاری شد؛ اما در سال ۲۰۰۵ به بریتانیا منتقل شد و دفتر مرکزی آن در لندن مستقر گردید. این شرکت به مرور زمان رشد کرد و با گسترش فعالیت‌های خود در کشورهای مختلف، به یکی از بزرگ‌ترین پلتفرم‌های سفارش غذای آنلاین در جهان تبدیل شد. در سال ۲۰۲۰، جاست ایت با شرکت تیک‌اِی‌وی (به انگلیسی: Takeaway) ادغام شد و شرکت جدیدی با نام جاست ایت تیک‌اِی‌وی (به انگلیسی: Just Eat Takeaway) شکل گرفت.

## خدمات
جاست ایت به کاربران خود این امکان را می‌دهد که از طریق وب‌سایت و اپلیکیشن موبایل غذا را از هزاران رستوران محلی سفارش دهند. این پلتفرم گزینه‌های مختلفی از غذاهای متنوع را ارائه می‌دهد و امکان پرداخت آنلاین یا نقدی هنگام تحویل را برای مشتریان فراهم می‌کند. علاوه بر این، برخی از رستوران‌ها از خدمات تحویل اختصاصی جاست ایت استفاده می‌کنند.

## گسترش بین‌المللی
جاست ایت فعالیت خود را در کشورهای متعددی از جمله بریتانیا، کانادا، استرالیا، اسپانیا، ایتالیا، فرانسه، آلمان و چندین کشور دیگر گسترش داده است. این شرکت با خرید و ادغام چندین استارتاپ فعال در حوزه سفارش غذا، موقعیت خود را در بازارهای جهانی تقویت کرده است.

## ادغام با تیک‌اِی‌وی
در سال ۲۰۱۹، جاست ایت و تیک‌اِی‌وی اعلام کردند که قصد دارند با یکدیگر ادغام شوند. این فرایند در اوایل سال ۲۰۲۰ تکمیل شد و شرکت جدید تحت نام جاست ایت تیک‌اِی‌وی فعالیت خود را آغاز کرد. این ادغام، یکی از بزرگ‌ترین معاملات در صنعت سفارش غذای آنلاین بود و موجب شد این شرکت به یکی از پیشروان جهانی در این حوزه تبدیل شود.

## رقابت و چالش‌ها
جاست ایت در بازار سفارش آنلاین غذا با رقابت شدیدی از سوی شرکت‌هایی مانند اوبر ایتس و دلیورو مواجه است. با این حال، این شرکت با استفاده از استراتژی‌های بازاریابی، توسعه فناوری و ارائه خدمات متنوع توانسته است سهم قابل توجهی از بازار را حفظ کند.